# Isabelle Krumacker
Isabelle Krumacker (1956) è una modella francese, vincitrice del titolo di Miss Lorena 1972 e Miss Francia 1973. In seguito la Krumacker partecipò a Miss Universo 1973, Miss Mondo 1973 e Miss International 1975, dove si classificò fra le finaliste.